# Мала Лока (Домжале)
Мала Лока (словен. Mala Loka) је насељено место у општини Домжале, Средњесловенска регија, Словенија.

## Историја
До територијалне реорганизације у Словенији била је у саставу старе општине Домжале.

## Становништво
У попису становништва из 2011. године, Мала Лока је имала 187 становника.
| Број становника према пописима | Број становника према пописима | Број становника према пописима |
| ------------------------------ | ------------------------------ | ------------------------------ |
| 1991                           | 2002                           | 2011                           |
| 166                            | 154                            | 187                            |